# Phobocampe luctuosa
Phobocampe luctuosa là một loài tò vò trong họ Ichneumonidae.